# Déhà
Olmo „Déhà“ Lipani (geboren 3. März 1985 in Mons) ist ein belgischer Musiker, Sänger, Tontechniker, Musikproduzent und Tonstudiobetreiber bulgarischer Abstammung.

## Werdegang
Seit 2007 ist der meist unter dem Pseudonym Déhà agierende Lipani als Sänger und Gitarrist der Bands SLOW und Yhdarl aktiv. Eine Vielzahl weiterer Projekte unter seiner Beteiligung, wie Merda Mundi, Imber Luminis und Sorta Magora, folgte. Mit dem in London lebendem Musiker Daniel Neagoe kooperierte er in den Projekten God Eat God, Deos und Clouds. Als Gastsänger, -keyboarder oder -gitarrist brachte er sich überwiegend bei Interpreten des Depressive Black Metal, Death Doom und Funeral Doom ein, darunter Gurthang, Eye of Solitude, Monads. Seither ist Déhà hinzukommend als Tontechniker, Tonstudiobetreiber und Musikproduzent mit Opus Magnum Studio aktiv, wo er eigene und weitere Bands bei Aufnahmen produzierend, masternd und abmischend unterstützt. Überwiegend arbeitet er für Interpreten aus dem Doom- und Black-Metal-Umfeld.

## Diskografie (Auswahl)

### Als Déhà
- 2018: 4 5 6 (Album, Selbstverlag)
- 2019: Cruel Words (Album, Rain Without Ends)
- 2020: Contrasts II (Album, Naturmacht Productions)
- 2020: A Fleur De Peau – III – A Fire That Does Not Burn (Album, Naturmacht Productions)
- 2021: Déhà & Chris Dalcin: Par Le Sang Et La Fin (Album, Solitude Productions)
- 2021: Ave Maria II (Album, Rain Without Ends)

### Weitere Soloprojekte
- Aurora Borealis
- COAG
- Imber Luminis
- Merda Mundi
- The Penitent
- We All Die (Laughing)
- Yhdarl

### Als Bandmitglied
Mit Clouds
- 2014: Doliu
- 2016: Departe
- 2017: Destin

Mit Deos
Mit God Eat God
Mit Lights of Vimana
Mit SLOW
Mit Sorta Magora

### Als Gastmusiker
E-Bass
- 2019: Astral Silence: Sagittarius A*
- 2018: Verfallen: Bâ’a/Verfallen/Hyrgal

Gesang
- 2014: Descend into Despair: The Bearer of All Storms
- 2015: Gurthang: I Will Not Serve (Visions und Levant du serpent noir)
- 2016: Eye of Solitude: Cenotaph (This Goodbye. The Goodbye)
- 2021: Iniquitatem: Through Dead Forests, He Dwells

Gitarre
- 2020: Angor Animi: Love(lorn)
- 2020: Boreal: The Battle of VOSAD

Keyboard
- 2016: Endlos: Im Fallen verlaufen (Greifen)

### Produktion
- 2015: Bleak Revelation: Afflictive Seclusion
- 2016: Abduction: Une ombre régit les ombres
- 2017: Angor Animi: Cyclothymia
- 2020: Nachtlieder: Views from the North vol. I

### Mix/Mastering
- 2007: Snørte Skoggath: Mort Lente
- 2009: Grimlair: Au Commencement De L’ombre
- 2014: LVTHN: Adversarialism
- 2015: Paramnesia: Ce Que Dit La Bouche D’Ombre
- 2016: Sordide: Fuir La Lumière
- 2016: Miserable Failure: Unheimlich
- 2017: Monads: IVIIV
- 2018: Wolvennest: VOID
- 2018: Void of Silence: The Sky Over
- 2019: Starless Domain: EOS
- 2019: Bekëth Nexëhmü: De Fördolda Klangorna
- 2019: Mylingar: Döda Själar
- 2020: Häxenzijrkell: Die Nachtseite